# Iain McNicol
Pour les articles homonymes, voir McNicol.
Iain Mackenzie McNicol, baron McNicol de West Kilbride (né le 17 août 1969) est un homme politique et syndicaliste travailliste britannique. De 2011 à 2018, il est secrétaire général du Parti travailliste. Auparavant, il est responsable politique national de l'Union GMB.

## Jeunesse et éducation
Fils de Iain et frère de Natasha et Calum, McNicol grandit à Thirdpart, West Kilbride et fréquente l'Académie Ardrossan. Il étudie à l'Institut de technologie de Dundee, où il commence à s'impliquer dans l'organisation politique lorsqu'il est élu président de l'Union étudiante en 1991.

## Début de carrière politique
McNicol est élu agent des campagnes nationales et de l'adhésion pour les étudiants travaillistes, et est ensuite organisateur et agent du parti travailliste dans le sud et l'est de l'Angleterre de 1994 à 1997,.
À la suite des élections générales au Royaume-Uni de 1997 au cours desquelles les travaillistes reviennent au pouvoir, McNicol est chargé de recherche, d'organisation et de responsable politique au sein du syndicat GMB et, en 1998, est nommé organisateur régional pour sa région du Sud. En 2004, il est promu agent politique national. Il occupe ce poste jusqu'en 2011, coordonnant la stratégie politique du syndicat et représentant les intérêts de ses membres dans les secteurs public et privé.

## Secrétaire général
Le 19 juillet 2011, le Comité exécutif national du Labour choisit McNicol comme secrétaire général du parti sous le chef Ed Miliband. Il est considéré comme le « candidat du changement » et choisi contre la volonté de Miliband, qui soutenait le candidat alternatif Chris Lennie.
L'intention de McNicol de démissionner de ses fonctions de secrétaire général du Parti travailliste est annoncée le 23 février 2018. Le 20 mars 2018, Jennie Formby lui succède.

### Élection à la direction du Parti travailliste de 2016
En juin et juillet 2016, le Financial Times rapporte que le bureau du dirigeant travailliste Jeremy Corbyn pensait que McNicol avait tenté d'empêcher Corbyn d'assister à une réunion clé du Comité exécutif national (NEC) et rapporte que McNicol aurait été complice en essayant d'empêcher Corbyn de participer à la deuxième élection à la direction. Il rapporte que des personnalités du mouvement syndical discutaient des options de remplacement de McNicol dans son rôle de secrétaire général,.
Une action civile devant la Haute Cour est intentée par le donateur travailliste et ancien candidat parlementaire Michael Foster pour contester la décision d'autoriser Corbyn à être candidat sans avoir à obtenir de nominations des députés travaillistes. L'affaire est portée devant les tribunaux le 26 juillet 2016. McNicol est le premier accusé au nom des membres du Parti travailliste. Corbyn demande au tribunal, et est accepté, d'être un deuxième défendeur avec sa propre équipe juridique car Corbyn est "particulièrement affecté et particulièrement intéressé par la bonne interprétation des règles" et que McNicol est "censé défendre vigoureusement une position qui il a considéré comme incorrect avant la décision du NEC ",. La Haute Cour juge que la décision du NEC selon laquelle Corbyn devrait automatiquement figurer sur le bulletin de vote est une interprétation correcte du livre des règles du parti travailliste.
Un autre procès est intenté contre McNicol en août 2016 concernant la décision du NEC d'interdire aux membres du parti qui ont adhéré après le 12 janvier 2016 de voter aux élections à la direction. Les demandeurs obtiennent gain de cause devant la Haute Cour mais la décision est annulée en appel.

### Traitement des plaintes d'antisémitisme
En mai 2019, Jon Lansman, le fondateur de Momentum, écrivant sur le blog LabourList, accuse McNicol et son équipe de retarder l'action dans le traitement des cas d'antisémitisme alors qu'il était secrétaire général, et de permettre à un arriéré d'affaires de s'accumuler qui nuirait au parti et à Jeremy Corbyn.
Le 1er mai 2020, les membres d'une commission d'enquête nommée par le Parti travailliste pour examiner divers aspects du rapport sont nommés. Au début de 2021, il est annoncé que ce rapport serait encore retardé en raison de préoccupations concernant l'enquête de l'ICO.

## Pairie
Le 21 juin 2018, McNicol est créé pair à vie en tant que baron McNicol de West Kilbride, de West Kilbride dans le comté d'Ayrshire. Le 4 septembre 2018, McNicol est nommé whip de l'opposition à la Chambre des Lords.
À la suite des divulgations dans le rapport d'avril 2020, McNicol démissionné de ce poste pendant qu'une enquête est menée.

## Vie privée
McNicol est marié à Shelley et a un fils, Hamish, et une fille, Scarlett. Il est titulaire d'une ceinture noire de karaté.